# Regimiento Real de las Bermudas
El Regimiento Real de las Bermudas (en inglés: Royal Bermuda Regiment) es una fuerza militar que actúa como la principal fuerza de defensa del territorio británico de ultramar de las Bermudas. El regimiento militar fue establecido en 1965 y cuenta con un largo historial de servicio.

## Historia
El regimiento militar fue establecido en 1965, sin embargo, los orígenes del regimiento se remontan a los primeros días de la colonización británica de las Bermudas, cuando se formó como una milicia para defender la isla de los piratas y otras amenazas. A lo largo de los siglos, el regimiento ha participado en numerosos conflictos, incluida la Guerra de la Independencia de los Estados Unidos, la Primera Guerra Mundial, la Segunda Guerra Mundial y la guerra de Corea. Actualmente, el Regimiento Real de las Bermudas es una fuerza responsable de la defensa de las Bermudas, de proteger las aguas territoriales bermudenses, y defender el espacio aéreo de la isla, de ofrecer asistencia en caso de desastre natural y brindar asistencia durante desastres naturales como huracanes. Algunas de sus misiones incluyen ofrecer apoyo civil y asistencia a las autoridades locales en materia de aplicación de la ley y llevar a cabo funciones de seguridad ciudadana. El regimiento participa en operaciones de cooperación internacional, misiones de mantenimiento de la paz, y ejercicios de entrenamiento en el extranjero. La Artillería de la Milicia de las Bermudas y los Fusileros de las Bermudas se fusionaron para formar el Regimiento de las Bermudas el 1 de septiembre de 1965. La bandera del nuevo Regimiento de las Bermudas fue presentada en noviembre de 1965 por la Princesa Margarita. La Princesa Margarita presentó una segunda bandera para reemplazar a la primera en noviembre de 1990 para conmemorar el 25 aniversario del Regimiento de las Bermudas. La última bandera fue presentada por la Duquesa de Gloucester, en el Centro Nacional de Deportes el 13 de noviembre de 2010. El 1 de septiembre de 2015, el Regimiento Real de las Bermudas celebró el 50 aniversario de su fundación. El Regimiento Real de las Bermudas es la unidad de defensa local del Territorio Británico de Ultramar de las Bermudas. Es un único batallón de infantería territorial que se formó tras la fusión en 1965 de dos unidades originalmente voluntarias, la Artillería de la Milicia de las Bermudas y los Fusileros de las Bermudas, y el único componente restante de la Guarnición de las Bermudas desde la retirada en 1957 de las unidades regulares y destacamentos de las Bermudas.

## Estructura y composición interna
El regimiento consta de aproximadamente 800 soldados, divididos en tres batallones de infantería y cuenta con varias unidades de apoyo, entre ellas cabe destacar a los fusileros de las Bermudas, ya que estos son la unidad de infantería principal del regimiento, el cuerpo de fusileros voluntarios de las Bermudas, estos son una fuerza de reserva, y a la banda de música del regimiento de las Bermudas, una banda de música militar.

## Entrenamiento y alistamiento
Los soldados del Regimiento Real de las Bermudas se someten a un riguroso entrenamiento, que incluye habilidades militares básicas, manejo de armas y maniobras tácticas. El proceso de alistamiento está abierto a todos los ciudadanos de las Bermudas, con oportunidades de servir a tiempo completo y a tiempo parcial. El Regimiento Real de las Bermudas es una parte vital de la sociedad de las Bermudas y representa la dedicación y el compromiso de los militares con la isla y con su gente. El lema del Regimiento es: "Virtud y Fuerza", dicho lema representa la dedicación de los militares a la nación.

## Rangos

### Oficiales
| Grado militar    | Insignia | Rangos OTAN |
| ---------------- | -------- | ----------- |
| Teniente coronel |          | OF-5        |
| Comandante       |          | OF-4        |
| Capitán          |          | OF-3        |
| Teniente         |          | OF-2        |
| Alférez          |          | OF-1        |
| Cadete           |          | OF-D        |

### Suboficiales
| Grado militar    | Insignia | Rangos OTAN |
| ---------------- | -------- | ----------- |
| Suboficial mayor |          | OR-7        |
| Subteniente      |          | OR-6        |
| Sargento mayor   |          | OR-5        |
| Sargento         |          | OR-4        |
| Cabo primero     |          | OR-3        |
| Cabo             |          | OR-2        |

## Equipamiento

### Armas de fuego

#### Pistolas semiautomáticas
| Nombre     | Imagen | Origen  | Tipo                   | Munición | Fabricante |
| ---------- | ------ | ------- | ---------------------- | -------- | ---------- |
| Glock 17   |        | Austria | Pistola semiautomática |          |            |
| Beretta 92 |        | Italia  | Pistola semiautomática |          |            |

#### Carabinas
| Nombre      | Imagen | Origen         | Tipo     | Munición | Fabricante |
| ----------- | ------ | -------------- | -------- | -------- | ---------- |
| Carabina M4 |        | Estados Unidos | Carabina |          |            |

#### Fusiles de asalto
| Nombre             | Imagen | Origen      | Tipo            | Munición | Fabricante |
| ------------------ | ------ | ----------- | --------------- | -------- | ---------- |
| SA80               |        | Reino Unido | Fusil de asalto |          |            |
| Heckler & Koch G36 |        | Alemania    | Fusil de asalto |          |            |

#### Fusiles de combate
| Nombre | Imagen | Origen      | Tipo             | Munición | Fabricante |
| ------ | ------ | ----------- | ---------------- | -------- | ---------- |
| L1A1   |        | Reino Unido | Fusil de combate |          |            |

#### Fusiles de francotirador
| Nombre | Imagen | Origen      | Tipo                   | Munición | Fabricante |
| ------ | ------ | ----------- | ---------------------- | -------- | ---------- |
| L42A1  |        | Reino Unido | Fusil de francotirador |          |            |

#### Fusiles semiautomáticos
| Nombre        | Imagen | Origen         | Tipo                 | Munición | Fabricante |
| ------------- | ------ | -------------- | -------------------- | -------- | ---------- |
| Ruger Mini-14 |        | Estados Unidos | Fusil semiautomático |          |            |

#### Escopetas
| Nombre       | Imagen | Origen         | Tipo     | Calibre | Fabricante |
| ------------ | ------ | -------------- | -------- | ------- | ---------- |
| Mossberg 500 |        | Estados Unidos | Escopeta |         |            |

#### Ametralladoras
| Nombre | Imagen | Origen      | Tipo          | Munición | Fabricante |
| ------ | ------ | ----------- | ------------- | -------- | ---------- |
| L7A2   |        | Reino Unido | Ametralladora |          |            |

### Artillería

#### Artillería remolcada
| Nombre                 | Fotografía           | Origen               | Tipo                 | Calibre              | Fabricante           |
| Artillería remolcada   | Artillería remolcada | Artillería remolcada | Artillería remolcada | Artillería remolcada | Artillería remolcada |
| ---------------------- | -------------------- | -------------------- | -------------------- | -------------------- | -------------------- |
| Ordnance QF 25-pounder |                      | Reino Unido          | Obús remolcado       | 87.63 mm             | Royal Ordnance       |

### Camuflaje
| Nombre                | Imagen            | Origen            | Tipo              |
| Camuflaje militar     | Camuflaje militar | Camuflaje militar | Camuflaje militar |
| --------------------- | ----------------- | ----------------- | ----------------- |
| Multi-terrain pattern |                   | Reino Unido       | Bosque            |

### Comunicaciones

#### Transceptores
| Nombre         | Origen        | Tipo          | Fabricante    |
| Transceptores  | Transceptores | Transceptores | Transceptores |
| -------------- | ------------- | ------------- | ------------- |
| Sepura STP8200 | Reino Unido   | Walkie-talkie | Sepura        |

### Vehículos

#### Camiones
| Nombre      | Imagen   | Origen   | Tipo     | Fabricante |
| Camiones    | Camiones | Camiones | Camiones | Camiones   |
| ----------- | -------- | -------- | -------- | ---------- |
| Toyota Dyna |          | Japón    | Camión   | Toyota     |

#### Furgonetas
| Nombre       | Imagen     | Origen     | Tipo       | Fabricante |
| Furgonetas   | Furgonetas | Furgonetas | Furgonetas | Furgonetas |
| ------------ | ---------- | ---------- | ---------- | ---------- |
| Toyota Hiace |            | Japón      | Furgoneta  | Toyota     |

#### Vehículos todoterreno
| Nombre                  | Imagen                | Origen                | Tipo                  | Fabricante            |
| Vehículos todoterreno   | Vehículos todoterreno | Vehículos todoterreno | Vehículos todoterreno | Vehículos todoterreno |
| ----------------------- | --------------------- | --------------------- | --------------------- | --------------------- |
| Toyota Land Cruiser J70 |                       | Japón                 | Vehículo todoterreno  | Toyota                |